# Andor Festetics

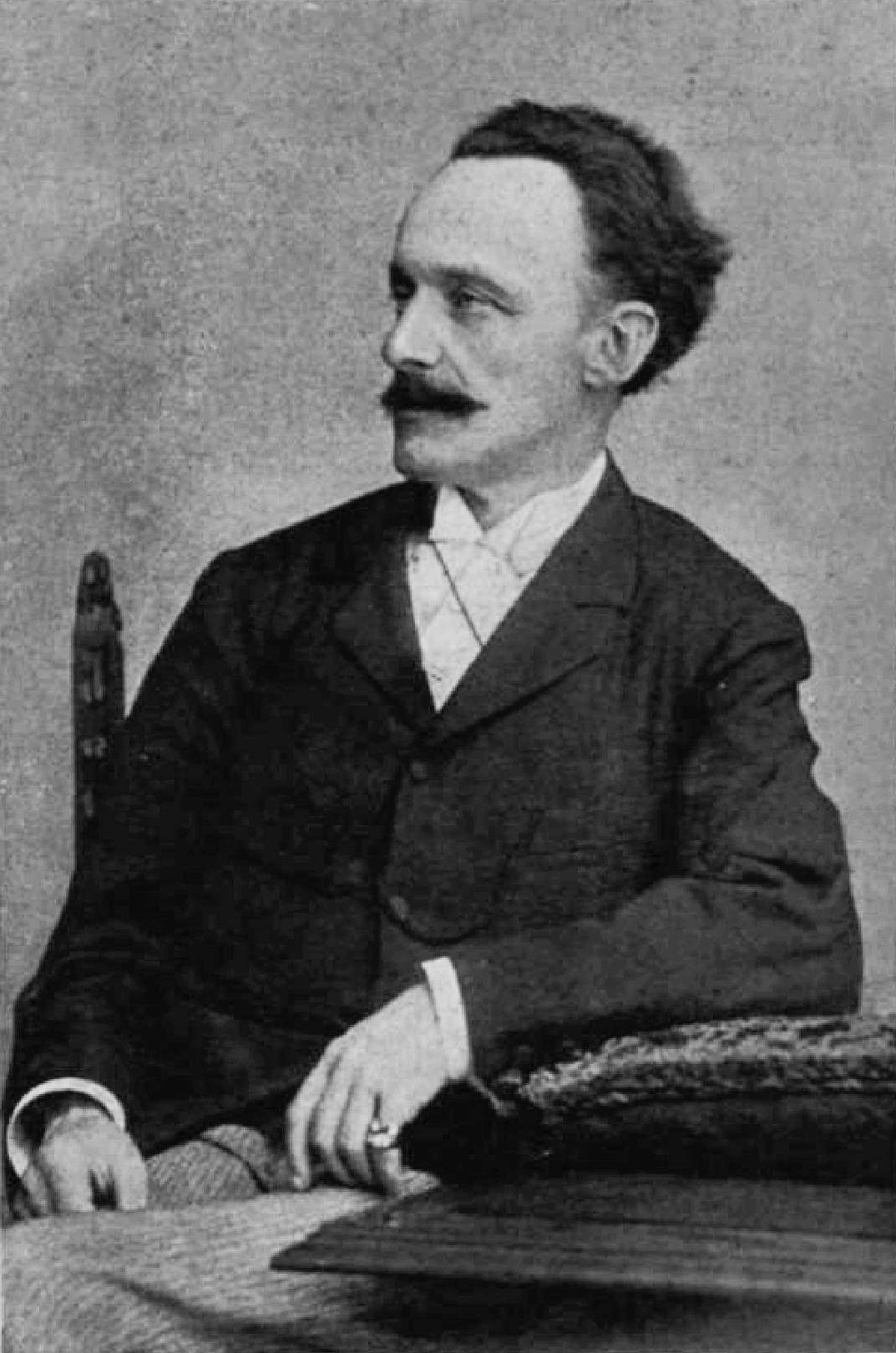
Andor Festetics

Andor Graf Festetics von Tolna (* 17. Januar 1843 in Pest; † 16. August 1930 in Böhönye) war ein ungarischer Politiker und Ackerbauminister.

## Leben
Andor Festetics entstammte dem Déger Zweig der alten ungarischen Adelsfamilie Festetics und beteiligte sich als Großgrundbesitzer bereits früh am politischen und wirtschaftlichen Leben im Komitat Eisenburg. 1892 wurde er als Mitglied der Liberalen Partei Abgeordneter für den Wahlkreis Felsőőr im ungarischen Reichstag. Im Juli 1894 ernannte ihn Ministerpräsident Sándor Wekerle zum Ackerbauminister. In seine Amtszeit fällt das Ende der Flussregulierungsarbeiten an der Raab. Festetics war aufgrund der Erbfolge Mitglied des Magnatenhauses (Oberhauses) im ungarischen Reichstag.

## Familie
Am 1. Oktober 1870 heiratete er  Magdolna "Lenke" Pejacsevich (1851–1936). Das Paar hatte zwei Kinder:
- Graf Sándor Festetics (1882–1956), 1918/19 kurzzeitig Verteidigungsminister der Ersten Ungarischen Republik,
- Graf Andor Festetics (1884–1928).